# Métropole (radio)
Pour les articles homonymes, voir Métropole (homonymie).
Métropole est un feuilleton radiophonique écrit par Robert Choquette.
Il connait une longévité exceptionnelle et fut diffusé du 4 octobre 1943 au 29 juin 1956 sur les ondes de la radio de Radio-Canada. Il est alors diffusé tous les soirs de la semaine pour 15 minutes.

## Synopsis
En 1943, après un an d'expériences diverses faites à l'occasion d'un cours sur l'écriture radiophonique, Robert Choquette, qui devait reprendre le feuilleton radiophonique La Pension Velder (1938-1942), décide d'entreprendre un nouveau programme qui diversifie davantage les représentations de la vie urbaine montréalaise. 
Cette œuvre, Métropole, qui se développe en plusieurs cycles, fait évoluer l'action autour de la famille aristocratique des Bienneville et du milieu bourgeois des Latour. Ces derniers, par les intrigues de Mina Latour, cherchent à s'allier à des groupes sociaux toujours plus huppés.
Les rivalités des familles et des milieux aisés côtoient les actions frauduleuses du milieu interlope de Montréal.

## Réalisation
- Réalisateur : Pierre Dagenais
- Scénario : Robert Choquette

## Distribution
Plusieurs artistes du feuilleton La Pension Velder se retrouvent dans Métropole.  
- Georges Landreau : Jean-François de Bienville
- Paula Gravel : Louise de Bienville
- Gisèle Schmidt : Geneviève de Bienville
- Gérard Berthiaume et Bertrand Gagnon : Pierre de Bienville
- Lucette Laporte et Charlotte Duchesne : Huguette de Bienville
- Antoine Godeau : Amable Sicotte
- Louis Lapointe : Frédéric Gagnon
- Jean-Pierre Masson : Dr Bernard Fontaine
- Berthe Lavoie : Dorothée Laviolette
- Clément Latour : Philidor Papineau
- Jeanne Quintal : Hermine (Mina) Latour
- Albert Cloutier : Marcel Latour
- Roland Chenail : Olivier Latour
- J.R. Tremblay : Jean-Baptiste Latour
- Juliette Béliveau : Lumina Morin
- Fred Barry : Eugène Toupin
- Olivette Thibault : Florence Gauthier
- Juliette Huot : Vénérence Robidoux
- Jeanne Maubourg : Joséphine Velder
- Judith Jasmin : Élise Velder
- André Treich : Alexis Velder
- Mia Riddez : Yvonne Velder
- Conrad Gauthier : M. Lemire
- Yvon Leroux

## Source
- Renée Legris, Robert Choquette. Romancier et dramaturge de la radio-télévision, Fides, 1977